# Президентство Барака Обами
Президентство Барака Обами почалося опівдні EST 20 січня 2009 року, коли Барак Обама був приведений до присяги як 44-й президент Сполучених Штатів, і закінчилося 20 січня 2017 року. Обама, демократ з Іллінойсу, вступив в посаду після вирішальної перемоги над республіканцем Джоном Маккейном на президентських виборах 2008 року. Через чотири роки, на виборах 2012 року, він переміг республіканця Мітта Ромні, щоб виграти переобрання. Він був першим президентом афро-американцем, першим багато расовим президентом, першим небілим президентом і першим президентом, який народився на Гаваях. Обаму змінив республіканець Дональд Трамп, який переміг на президентських виборах 2016 року.

44 Президент США (2009—2017) Барак Хусейн Обама

Перші терміни дій Обами вирішили глобальну фінансову кризу та включили великий пакет стимулів, часткове розширення скорочень податків Буша, законодавство щодо реформування охорони здоров'я, великий законопроєкт про реформу фінансового регулювання та закінчення великої військової присутності США в Іраку. Обама також призначив суддів Верховного суду Елену Каган та Соню Сотомайор, остання з яких стала першою латино-американкою у Верховному суді. Демократи контролювали обидві палати Конгресу, поки республіканці не здобули більшості в Палаті представників на виборах 2010 року. Після виборів Обама та республіканці Конгресу взяли участь у затяжному протистоянні рівням державних витрат та межі боргу. Політика адміністрації Обами проти тероризму принизила модель протидії повстанцям Буша, розширивши авіаудари та широко використовуючи спецназ і заохочуючи більшу залежність від військовослужбовців, які приймають уряд. Адміністрація Обами організувала військову операцію, що призвела до смерті Осама бен Ладена в 2011 році.
У своєму другому терміні Обама вжив заходів для боротьби зі зміною клімату, підписавши важливу міжнародну кліматичну угоду та розпорядження про обмеження викидів вуглецю. Обама також головував у виконанні Закону про доступну допомогу та іншого законодавства, прийнятого в його перший термін, і він домовлявся про зближення з Іраном та Кубою. Кількість американських солдатів в Афганістані різко впала під час другого терміну Обами, хоча американські солдати залишалися в Афганістані протягом усього президентства Обами та продовжують станом на 2019 рік. Республіканці взяли під контроль Сенат після виборів 2014 року і Обама продовжував боротися з республіканцями Конгресу з приводу витрат уряду, імміграції, судових висувань та інших питань.

## Президентські вибори 2008 року
Після перемоги на виборах в Сенат в штаті Іллінойс в 2004 році, Обама оголосив, що він буде балотуватися на пост президента в лютому 2007 року. У праймеріз Демократичної партії 2008, Обама зіткнувся з сенатором і колишньою першої леді США Хілларі Клінтон. Кілька інших кандидатів, включаючи сенатора Джо Байдена від штату Делавер та колишнього сенатора Джона Едвардса, також балотувалися на висунення, але ці кандидати відмовилися після первинних праймеріз. У червні, в день остаточного праймеріз, Обама приєднався до кандидатури, вигравши більшість делегатів, включаючи обох делегатів і суперделегатів. Обама та Байден, якого Обама обрав своїм віце-президентом, були висунуті як кандидати на Демократичній національній конвенції у серпні 2008 року.
З обмеженим терміном президента Республіканця Джорджа Буша республіканці висунули сенатора Джона Маккейна з Аризони на пост президента. На загальних виборах Обама переміг Маккейна, взявши 52,9 % голосів населення та 365 з 538 голосів виборців. На виборах до Конгресу демократи додали свою більшість в обох палатах Конгресу, а спікер палати Ненсі Пелосі та лідер більшості сенату Гаррі Рід залишилися на своїх посадах. Республіканці Джон Бейнер та Мітч МакКоннелл продовжували виконувати функції лідера домогосподарств меншин та лідера меншин у сенаті відповідно.

## Період переходу та інавгурація
Період президентського перехідного періоду розпочався після обрання Обами президентом в листопаді 2008 року, хоча Обама обрав Кріса Лу для початку планування переходу у травні 2008 року. Джон Подеста, Валері Джаретт та Піт Роус співголовували з Обамою-Байденом проєкт переходу. Під час перехідного періоду Обама оголосив про висунення кандидатур у свій кабінет та адміністрацію. У листопаді 2008 року конгресмен Рам Емануель прийняв пропозицію Обами виконувати обов'язки керівника апарату Білого дому. Обама прийняв присягу президента 20 січня 2009 року, змінивши Джорджа Буша. Обама офіційно взяв на себе посаду президента о 12:00, EST, і склав присягу на посаді о 12:05, EST. Він виголосив свою вступну адресу відразу після присяги. Перехідна команда Обами отримала високу оцінку виїзної перехідної команди адміністрації Буша, особливо щодо національної безпеки, а деякі елементи переходу Буша-Обами були пізніше кодифіковані у закон.

## Адміністрація

### Призначені уряди

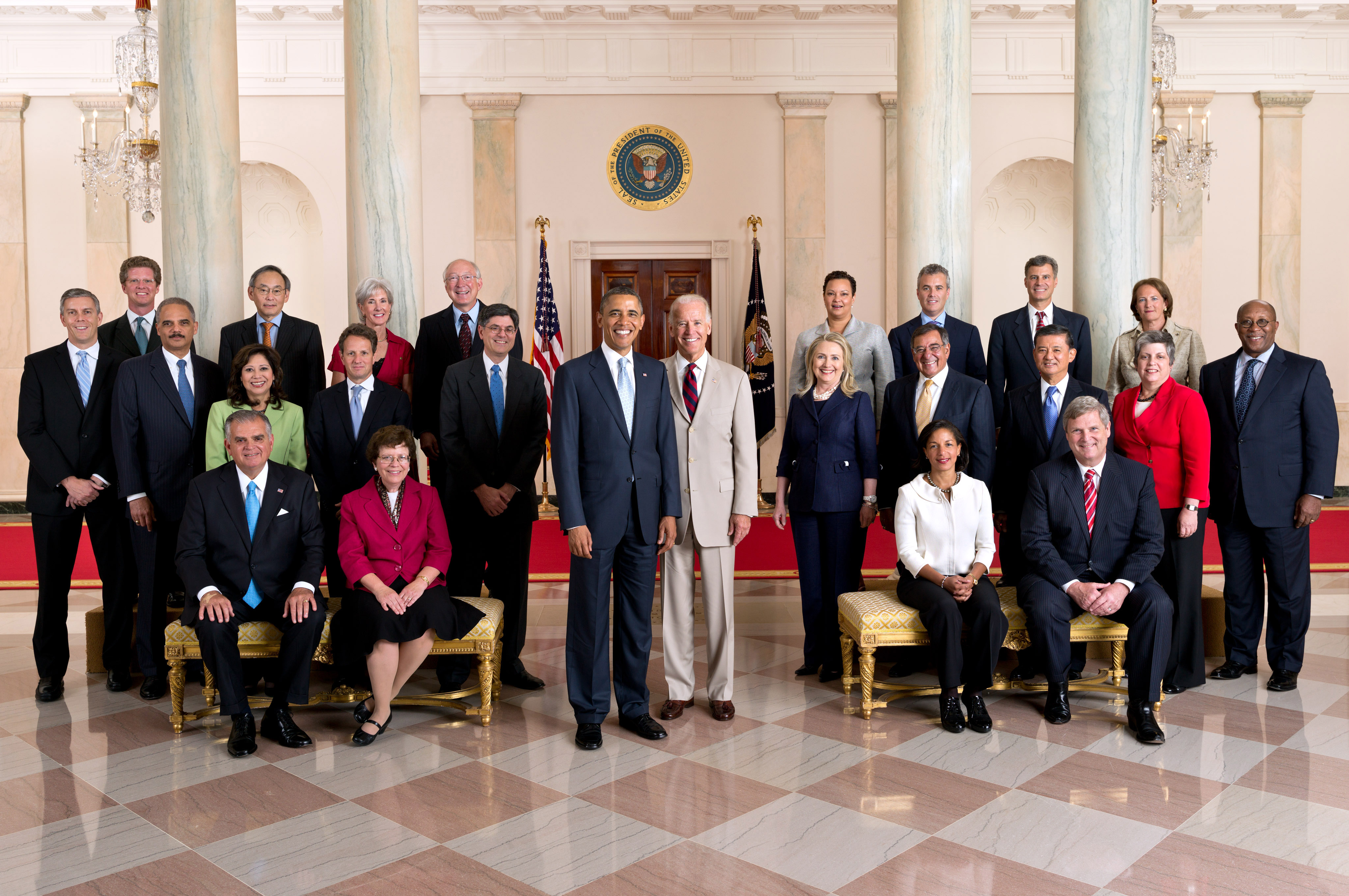
Члени адміністрації Барака Обами, 26 липня 2012 року.

Після його інавгурації Обама та Сенат працювали над підтвердженням своїх кандидатур в Уряд Сполучених Штатів. Три офіцери на рівні кабінету не потребували підтвердження: віце-президент Джо Байден, якого Обама обрав своїм керівником на Демократичній національній конвенції 2008 року, начальник штабу Рам Емануель та міністр оборони Роберт Гейтс, якого Обама вирішив залишити від попередньої адміністрації. Ранній список пропозицій надійшов від Майкла Фромана, тодішнього керівника Citigroup. Обама описав вибір свого кабінету як «команду суперників», і Обама обрав декількох видатних державних чиновників на посади уряду, включаючи колишню первинну конкурентку Хілларі Клінтон на посаду державного секретаря. Обама призначив декількох колишніх чиновників адміністрації Клінтона в Уряд та на інші посади. 28 квітня 2009 року Сенат підтвердив колишнього губернатора штату Канзас Кетлін Сібеліус на посаді секретаря з питань охорони здоров'я та соціальних служб, доповнивши початковий кабінет Обами. Під час президентства Обами чотири республіканці служили в кабінеті Обами: Рей ЛаХуд - міністр транспорту Роберт Макдональд - міністр у справах ветеранів, а Гейтс і Чак Гейгл — секретарі оборони.

### Помітні особи, що не належать до кабінету
- Радник Президента
  - Піт Роус (2011—2014)
  - Джон Подеста (2014—2015)
- Старший радник Президента
  - Валері Джаретт (2009—2017)
  - Піт Роус (2009—2010)
  - Девід Аксельрод (2009—2011)
  - Девід Плоуфф (2011—2013)
  - Даніель Пфайффер (2013—2015)
  - Брайан Діз (2015—2017)
  - Шейла Мюррей (2015—2017)
- Заступник начальника апарату Білого дому
  - Джима Мессіна 2009–2011
  - Мона Сатфен (2009—2011)
  - Ненсі-Енн Депарл ( 2011—2013 )
  - Alyssa Mastromonaco (2011—2014)
  - Марк Б. Пілдерес (2012—2014)
  - Роб Набор (2013—2015)
  - Аніта Декер Брекенрідж (2014—2017)
  - Крісті Канегалло (2014—2017)
- Прес-секретар Білого дому
  - Роберт Гіббс (2009—2011)
  - Джей Карні (2011—2014)
  - Джош Ернест (2014—2017)
- Директор зі зв'язків Білого дому
  - Еллен Моран (2009)
  - Аніта Данн (2009)
  - Даніель Пфайффер (2009—2013)
  - Дженніфер Пальмієрі (2013—2015)
  - Дженніфер Псакі (2015—2017)
- Адвокат Білого дому
  - Грег Крейг (2009—2010)
  - Боб Бауер (2010—2011)
  - Кетрін Руммлер (2011—2014)
  - Ніл Еглґстон (2014—2017)

### Верховний суд Сполучених Штатів

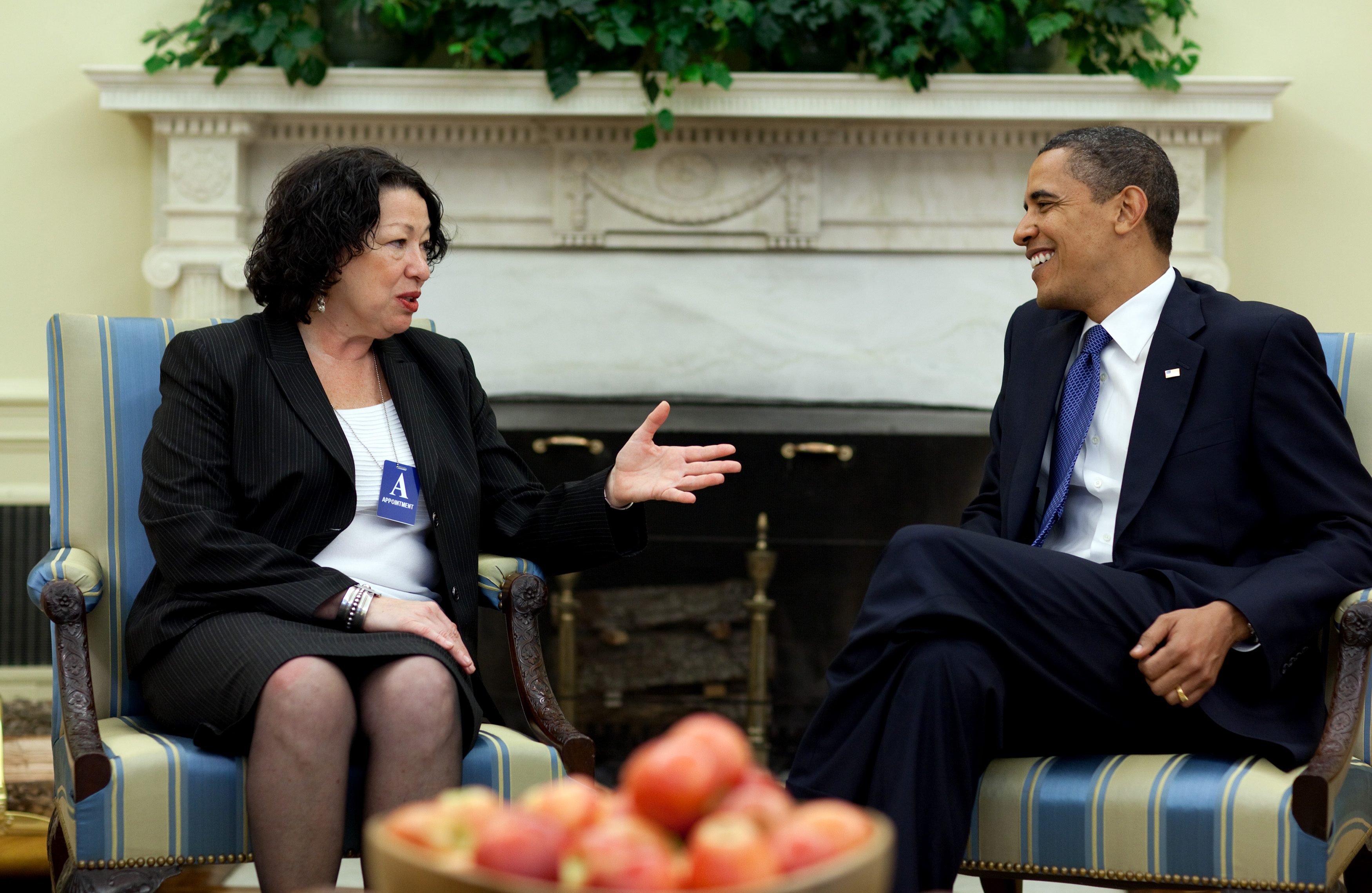
Обама та кандидатка у Верховний суд Соня Сотомайор

У Верховному суді США протягом перебування на посаді Обами було три вакантні посади, але Обама призначив лише два успішні призначення до Верховного суду. Під час 111-го конгресу, коли демократи мали більшість у сенаті, Обама успішно висунув двох суддів Верховного суду:
- Соня Сотомайор, замінивши Девіда Сутера - 2009
- Елена Каган, замінивши Джона Пола Стівенса - 2010 рік

Суддя Антонін Скалія помер у лютому 2016 року під час 114-го конгресу, який мав республіканську більшість у сенаті. У березні 2016 року Обама призначив головного суддю Мерріка Гарланда з округу Колумбія, щоб замінити місце Скалія. Однак лідер більшості сенату Мітч Макконнелл, голова комітету судової комісії Чак Грасслі та інші республіканці Сенату стверджували, що кандидатури у Верховний суд не повинні здійснюватися під час року президентських виборів, а переможець президентських виборів 2016 року повинен замість цього призначити заміщення Скалія. Висунення Гарланда залишилось перед Сенатом довше, ніж будь-яка інша номінація Верховного Суду в історії  і ця кандидатура закінчилась із закінченням 114-го Конгресу. Президент Дональд Трамп пізніше висунув Ніла Горсача на колишнє місце Скалія у Верховному суді, а Горсач був підтверджений Сенатом у квітні 2017 року.

### Інші суди
За президентства Обами було продовжено сутички між обома сторонами за підтвердження судових висуванців. Демократи постійно звинувачували республіканців у відстоюванні висунутих кандидатів протягом усього часу перебування Обами. Після декількох боїв за висунення демократи в сенаті в 2013 році реформували використання фалібустера, щоб його більше не можна було використовувати в органах виконавчої чи судової влади (крім Верховного Суду). Республіканці виграли Сенат після виборів 2014 року, надавши їм повноваження блокувати будь-якого кандидата на посаду судді, а 114-й конгрес підтвердив лише 20 суддівських висуванців, найменшу кількість підтверджень з часу 82-го конгресу. Судові кандидати Обами були значно більш різноманітні, ніж у попередніх адміністраціях, і більше призначень припадало на жінок та меншин.

## Перші 100 днів
Протягом декількох хвилин після складання присяги 20 січня начальник штабу Обами Рам Емануель видав розпорядження про призупинення постанови виконавчих розпоряджень в останні хвилини, підписаних президентом Джорджем Бушем. Деякі перші дії президента Обами були зосереджені на скасуванні заходів, вжитих адміністрацією Буша після атак 11 вересня. У свій перший тиждень на посаді Обама підписав Виконавчий наказ 13492 про припинення всіх триваючих проваджень військових комісій Гуантанамо і наказав закрити ізолятор у Гуантанамо протягом року. Інший наказ, Виконавчий наказ 13491, забороняв тортури та інші примусові прийоми, такі як симуляція утоплення. Обама також видав виконавчий наказ про встановлення жорстких обмежень щодо лобіювання в Білому домі, та скасував політику в місті Мексика, яка забороняла федеральні гранти міжнародним групам, які надають послуги з абортів або консультування.
29 січня Обама вперше підписав законопроєкт у своєму президентстві; Закон про справедливу оплату Ліллі Ледбеттер 2009 року, переглядав термін позовної давності для подачі дискримінації в оплаті судових процесів. 3 лютого він підписав Закон про переуповноваження програми дитячого медичного страхування (CHIP), розширивши охорону здоров'я CHIP з 7 мільйонів дітей до 11 мільйонів дітей. 9 березня 2009 р. Обама зняв обмеження на федеральне фінансування досліджень ембріональних стовбурових клітин. Обама заявив, що, як і Буш, він буде використовувати підписання заяви, якщо вважає частину законопроєкту неконституційною згодом він видав кілька заяв про підписання. Обама також підписав Закон про охорону громадського землекористування 2009 року, який додав 2 мільйони акрів (8100 км2) землі, а також закон про підвищення податку на сигарети по 62 центи (еквівалентно 0,72 дол. США у 2018 році).
Мабуть, найважливішою дією перших 100 днів Обами було прийняття Американського закону про відновлення та реінвестування (ARRA) для подолання Великої рецесії. Після довгих дебатів, АРРУ було прийнято і Палатою, і Сенатом 13 лютого 2009 року. Спочатку проєкт закону був прийнятий двостороннім, прийняття Конгресом законопроєкту в основному покладалося на голоси демократів, хоча за це проголосували троє республіканських сенаторів. Відсутність республіканської підтримки законопроєкту та нездатність демократів завоювати цю підтримку, передвіщали блокування та партнерство, яке тривало протягом усього президентства Обами. Законопроєкт на суму 787 мільярдів доларів США поєднав податкові пільги із витратами на інфраструктурні проєкти, розширення соціальних виплат та освіту.

## Внутрішні справи

### Реформа охорони здоров'я
Після того, як законопроєкт про стимулювання був прийнятий у лютому 2009 року, реформа охорони здоров'я стала головним внутрішнім пріоритетом Обами, і 111-й Конгрес прийняв головний законопроєкт, який врешті-решт став широко відомим як «Obamacare». Реформа охорони здоров'я давно була головним пріоритетом Демократичної партії, і демократи прагнули здійснити новий план, який би знизив витрати та збільшив охоплення. На відміну від плану Білла Клінтона 1993 року щодо реформування охорони здоров'я, Обама прийняв стратегію, яка дозволить Конгресу керувати цим процесом, при цьому Палата та Сенат написали власні законопроєкти. У Сенаті двопартійна група сенаторів Фінансового комітету, відома як Банда шістьох розпочала зустріч з надією створити законопроєкт про реформування двопартійної системи охорони здоров'я. Хоча республіканські сенатори, що займаються розробкою законопроєкту, врешті-решт виступили проти цього. У листопаді 2009 року Палата прийняла Закон про доступну охорону здоров'я для Америки на голосуванні 220—215 голосів, за законопроєкт проголосував лише один республіканець. У грудні 2009 року Сенат прийняв свій власний законопроєкт про реформу охорони здоров'я, Закон про захист пацієнтів та доступне обслуговування (PPACA або ACA), за партійною лінією, 60-39 голосів. Обидва законопроєкти розширили Медікейд і надавали субсидії на охорону здоров'я, в той час як створення індивідуального мандата, біржі медичного страхування та заборона відмовляти в покритті, виходячи з існуючих умов. Однак, законопроєкт Палати передбачав збільшення податку для сімей, які становлять понад 1 мільйон доларів США на рік, і варіант державного медичного страхування, тоді як план Сенату включав акцизний податок на дорогоцінні медичні плани.

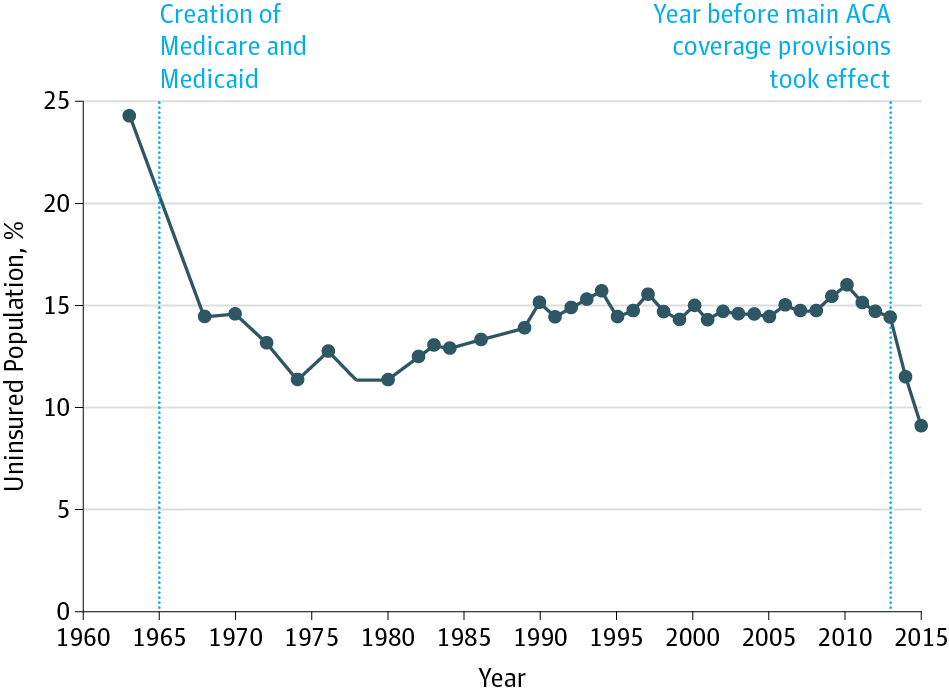
Відсоток осіб у США без медичного страхування, 1963—2015

На позачергових виборах в Сенат в Массачусетсі 2010, переміг Скотт Браун, що становило серйозну загрозу перспективи законопроєкту реформи охорони здоров'я, а демократи втратили свою 60-ти Сенатську супер-більшість. Білий дім та спікер Ненсі Пелосі взяли участь у масштабній кампанії з метою переконати як центристів, так і лібералів у Палаті прийняти законопроєкт про охорону здоров'я Сенату, Закон про захист пацієнтів та доступне обслуговування. У березні 2010 року, після того, як Обама оголосив розпорядження про посилення чинного закону проти витрачання федеральних коштів на послуги з виборчого аборту, Палата прийняла Закон про захист пацієнтів та доступну допомогу. Законопроєкт, який був прийнятий Сенатом у грудні 2009 року, не отримав жодного республіканського голосу в жодній палаті. 23 березня 2010 р. Президент Обама підписав PPACA. New York Times описав PPACA як "найбільш експансивним соціальне законодавство, чинне протягом десятиліть, " в той час як Washington Post зазначає, що це було найбільшим розширення медичного страхування з моментом створення Медікер і Медікейд в 1965 році. Обидві палати Конгресу також прийняли міру примирення внесення суттєвих змін та виправлень в PPACA; цей другий законопроєкт був підписаний до закону 30 березня 2010 року. Закон про захист пацієнтів та доступне обслуговування отримав широку популярність як Закон про доступну допомогу (ACA) або «Obamacare».
Закон про доступну допомогу після його прийняття зіткнувся зі значними викликами та опозицією, і республіканці постійно намагалися скасувати закон. Закон також пережив два найважливіші виклики, які перейшли до Верховного Суду. У Національній федерації незалежного бізнесу проти Себеліуса 5-4-ма більшістю підтримала конституційність Закону про доступну допомогу, хоча державне розширення Медікейд зробило добровільним. У справі «Кінг проти Бурвелла» 6-3-ма більшістю дозволили використовувати податкові кредити в біржах, що управляються державою. Запуск в жовтні 2013 року вебсайту HealthCare.gov, обміну медичним страхуванням, створеного відповідно до положень ACA, зазнав широкої критики хоча багато проблем було вирішено до кінця року. Кількість незастрахованих американців зменшилася з 20,2 % населення в 2010 році до 13,3 % населення у 2015 році. Хоча республіканці продовжували протидіяти Obamacare як небажаному розширенню уряду. Багато лібералів продовжували наполягати на охороні системи охорони здоров'я на одних платниках або публічному варіанті, а Обама схвалив останню пропозицію, а також розширення податкових кредитів на медичне страхування у 2016 році.

### Реформа Уолл-стріт
Ризикова практика серед головних фінансових установ на Уолл-стріт широко сприймалася, як сприяння кризи іпотечного кредитування без основного капіталу, фінансовій кризі 2007—2008 рр. та наступній Великій рецесії, тому Обама виставив першочерговим завданням реформу Уолл-стріт у перший термін. 21 липня 2010 р. Обама підписав Закон про реформу Додда-Франка на Уолл-стріт та захист прав споживачів, який є найбільшим капітальним ремонтом фінансового регулювання після Нового Курсу. Закон збільшив вимоги до регулювання та звітності щодо похідних інструментів (зокрема, свопи кредитних дефолтів), і вжив заходів для обмеження системних ризиків для економіки США за допомогою такої політики, як підвищені вимоги до капіталу, створення Організації з упорядкованої ліквідації, яка допоможе ліквідувати великі фінансові установи, що не працюють, та створення Ради з нагляду за фінансовою стабільністю для моніторингу системних ризиків. Додд-Франк також створив Бюро захисту прав споживачів, якому було доручено захищати споживачів від зловживань фінансовою практикою. Підписуючи законопроєкт, Обама заявив, що законопроєкт «надасть можливість споживачам та інвесторам», «виведе тіньові угоди, що спричинили кризу на світ», і «покладе край на порядок сплати податків платників раз і назавжди». Деякі ліберали були розчаровані, що закон не порушив найбільших банків країни чи відновив закон про Гласса-Стігаола, в той час як багато консерваторів розкритикували цей законопроєкт як надбавку уряду, що може зробити країну менш конкурентоспроможною. Відповідно до цього законопроєкту, Федеральний резерв та інші регулюючі органи повинні були запропонувати та впровадити кілька нових регуляторних правил, і боротьба за ці правила тривала протягом усього президентства Обами. Обама закликав до подальшої реформи на Уолл-стріт після ухвалення Додда-Франка, заявивши, що банки повинні мати меншу роль в економіці і менше стимулів здійснювати ризиковані угоди. Обама також підписав Закон про кредитну карту 2009 року, який створив нові правила для компаній, що займаються кредитними картками.

### Зміна клімату та навколишнє середовище
Під час свого президентства Обама назвав глобальне потепління найбільшою довгостроковою загрозою, що стоїть перед світом. Обама здійснив кілька кроків для боротьби з глобальним потеплінням, але не зміг прийняти основного законопроєкту щодо вирішення цього питання, частково через те, що багато республіканців та деякі демократи сумніваються, чи відбувається глобальне потепління і чи сприяє цьому діяльність людини. Після своєї інавгурації Обама попросив Конгрес прийняти законопроєкт про встановлення обмеження на викиди вуглецю в країні. Після того, як Палата у 2009 році прийняла закон про чисту енергетику та безпеку, Обама намагався переконати Сенат також прийняти законопроєкт. Законодавство вимагало б від США скоротити викиди парникових газів на 17 відсотків до 2020 року та на 83 відсотки до середини 21 століття. Однак проти законопроєкту були рішуче проти республіканці, і ні він, ні окремий запропонований двосторонній компроміс ніколи не проходили до голосування в Сенаті. У 2013 році Обама оголосив, що обійде Конгрес, наказавши EPA застосувати нові обмеження викидів вуглецю. План чистої енергії, оприлюднений у 2015 році, спрямований на скорочення викидів парникових газів у США на 26–28 відсотків до 2025 року. Обама також запровадив норми щодо сажі, сірки та ртуті, які заохочували перехід від вугілля як джерело енергії, але падіння цін на енергію вітру, сонячної енергії та природного газу також сприяло падінню вугілля. Обама заохотив цей успішний перехід від вугілля значною мірою завдяки тому, що вугілля виділяє більше вуглецю, ніж інші джерела енергії, включаючи природний газ.
Кампанія Обами проти боротьби з глобальним потеплінням знайшла більший успіх на міжнародному рівні, ніж у Конгресі. Обама взяв участь у конференції Організації Об'єднаних Націй з питань зміни клімату 2009 року, на якій було розроблено необов'язкова Копенгагенська угода як наступник Кіотського протоколу. Угода передбачала моніторинг по викидах вуглецю серед країн, що розвиваються, але не включають в себе пропозицію Обами зробити для скорочення викидів парникових газів в два рази до 2050 року. У 2014 році Обама досяг угоди з Китаєм, в якому Китай зобов'язався досягти пікового рівня викидів вуглецю до 2030 року, тоді як США зобов'язалися скоротити викиди на 26-28 відсотків порівняно з рівнями 2005 року. Угода надала імпульс для потенційної багатосторонньої угоди про глобальне потепління серед найбільших світових випромінювачів вуглецю. Багато республіканців критикували кліматичні цілі Обами як потенційну втрату економіки. На конференції Організації Об'єднаних Націй з питань зміни клімату 2015 року майже кожна країна світу погодилася на значну кліматичну угоду, в якій кожна країна зобов'язалася зменшити викиди парникових газів. Паризька хартія створила універсальну систему обліку викидів, щоб кожна країна контролювала викиди, і вимагає щоб кожна країна створила план по скороченню викидів. Кілька учасників кліматичних переговорів зазначили, що кліматична угода між США та Китаєм та обмеження викидів у рамках EPA допомогли зробити цю угоду можливою. У 2016 році міжнародна спільнота погодилася на угоду Кігалі, поправку до Монреальського протоколу, яка прагнула зменшити використання ГФУ, органічних сполук, що сприяють глобальному потеплінню.
З початку свого президентства Обама вжив декілька дій для підвищення ефективності використання пального в США. У 2009 році Обама оголосив про план збільшити економіку середнього палива до 35 миль за галон (6,7 л / 100 км), що на 40 відсотків збільшилося від рівня 2009 року. І екологи, і чиновники автопрому в значній мірі вітали цей крок, оскільки план підвищив національні стандарти викидів, але надав єдиний національний стандарт ефективності, якого довго бажали групи службовців автопрому. У 2012 році Обама встановив ще більш високі стандарти, вимагаючи середньої економічності палива 54,5 милі за галон США (4,32 л / 100 км). Обама також підписав законопроєкт «готівку за клокенів», який передбачав стимулювання споживачів торгувати старими, менш економічними автомобілями для більш ефективних автомобілів. Американське Відновлення і реінвестування 2009 року при умови, 54000000000 $ в фондах для заохочення внутрішнього використання поновлюваних джерел енергії виробництва, зробити держустанови більш енергоефективним, поліпшенням електромережі, ремонт державного житла. Обама також сприяв використанню електричних транспортних засобів, що підключаються, і до кінця 2015 року було продано 400 000 електромобілів.
Згідно з доповіддю Американської асоціації легень, за Обами відбулося «значне поліпшення» якості повітря.

### Економіка
Після вступу на посаду Обама зосередився на вирішенні глобальної фінансової кризи та подальшої Великої рецесії, що розпочалася до його обрання, що, як правило, вважалося найгіршим економічним спадом після Великої депресії. 17 лютого 2009 р. Обама підписав закон про економічний стимул на суму 787 мільярдів доларів, який включав витрати на охорону здоров'я, інфраструктуру, освіту, різні податкові пільги та стимули та пряму допомогу людям. Податкові положення закону, включаючи зниження податку на прибуток на 116 мільярдів доларів, тимчасово знизили податки для 98 відсотків платників податків, довівши ставки податку до найнижчого рівня за 60 років. Пізніше адміністрація Обами стверджує, що стимул врятував Сполучені Штати від «подвійного спаду». Обама попросив другий великий пакет стимулів у грудні 2009 року але жодних основних законопроєктів про стимулювання не було прийнято. Обама також розпочав другу допомогу американських автовиробників, можливо, врятувавши General Motors та Chrysler від банкрутства вартістю 9,3 мільярда доларів. Для власників будинків, які загрожують дефолтом своєї іпотеки через кризу іпотечного кредитування, що склалася, Обама розпочав декілька програм, включаючи HARP та HAMP. Обама переобрав Бена Бернанке на посаду голови Федеральної резервної ради у 2009 році та призначив Джанет Єллен на посаду наступника Бернанке у 2013 році. Короткострокові процентні ставки залишалися майже нульовими протягом більшої частини президентства Обами, і Федеральний резерв не підвищував процентні ставки під час президентства Обами до грудня 2015 року.
| Рік   | Безробіття | Реальний ріст ВВП | Уряд США  | Уряд США | Уряд США | Уряд США |
| ----- | ---------- | ----------------- | --------- | -------- | -------- | -------- |
|       |            |                   | Квитанції | Витрати  | Дефіцит  | Борг     |
| 2007* | 4.6 %      | 1.9 %             | $2.600    | $2.788   | − $0.188 | $5.1     |
| 2008* | 5.8 %      | -0.1 %            | $2.465    | $3.145   | − $0.680 | $5.8     |
| 2009  | 9.3 %      | -2.5 %            | $2.045    | $3.516   | − $1.471 | $7.6     |
| 2010  | 9.6 %      | 2.6 %             | $2.206    | $3.481   | − $1.275 | $9.0     |
| 2011  | 8.9 %      | 1.6 %             | $2.326    | $3.576   | − $1.250 | $10.1    |
| 2012  | 8.1 %      | 2.2 %             | $2.509    | $3.570   | − $1.061 | $11.3    |
| 2013  | 7.4 %      | 1.8 %             | $2.825    | $3.384   | − $0.560 | $12.0    |
| 2014  | 6.2 %      | 2.5 %             | $3.093    | $3.581   | − $0.488 | $12.8    |
| 2015  | 5.3 %      | 2.9 %             | $3.275    | $3.750   | − $0.478 | $13.1    |
| 2016  | 4.9 %      | 1.6 %             | $3.275    | $3.750   | - $0.582 | $14.2    |

### Права ЛГБТ
Під час свого президентства Обама, Конгрес та Верховний Суд сприяли величезному розширенню прав ЛГБТ. У 2009 році Обама підписав Закон про запобігання злочинам ненависті від Меттью Шепарда та Джеймса Берда-молодшого, який розширив закони про злочини на ґрунті ненависті та охоплював злочини, вчинені через сексуальну орієнтацію жертви. У грудні 2010 р. Обама підписав Закон «Не питай, не кажи скасовуй» 2010 року, який завершив політику військової служби заборонити геям та лесбійцям відкрито служити у Збройних Силах США. Обама також підтримав проходження ENDA, яка б заборонила дискримінацію працівників за ознакою статі або сексуальної ідентичності для всіх компаній, які мають 15 і більше працівників, та аналогічного, але всеосяжного Закону про рівність. Жоден законопроєкт не прийняв Конгрес. У травні 2012 року Обама став першим діючим президентом, який підтримав одностатеві шлюби, незабаром після того, як віце-президент Джо Байден також висловив підтримку інституції. Наступного року Обама призначив Тодда М. Х'юза до Апеляційного суду Федерального округу, зробивши Х'юза першим відкритим федеральним суддею геєм в історії США. У 2015 році Верховний суд постановив, що Конституція гарантує одностатевим парам право одружуватися у справі «Обергефел проти Ходжеса», а Обама особисто привітав позивача. Обама також видав десятки виконавчих наказів, спрямованих на допомогу американцям ЛГБТ, у тому числі розпорядження 2010 року, яке розширило всі переваги для одностатевих партнерів федеральних службовців. Наказ 2014 року забороняє дискримінацію в відношенні працівників федеральних підрядників за ознакою сексуальної орієнтації або гендерної ідентичності. У 2015 році міністр оборони Ештон Картер припинив заборону жінок у бойових ролях, а в 2016 році він припинив заборону трансгендерним особам, відкрито проходити службу в армії. На міжнародній арені Обама виступав за права геїв, особливо в Африці.

### Освіта
Велика рецесія 2008-09 років спричинила різке зниження податкових надходжень у всіх містах і штатах. Відповідь полягала у скороченні бюджетів на освіту. Пакет стимуляції Обами в розмірі 800 мільярдів доларів включав 100 мільярдів доларів для державних шкіл, які використовувала кожна держава для захисту свого освітнього бюджету. Однак, з точки зору спонсорування інновацій, Обама та його міністр освіти Арне Дункан проводили реформу освіти K-12 через гонку до вершини грантової програми. Загрожуючи понад 15 мільярдами доларів, 34 штати швидко переглянули свої закони про освіту відповідно до пропозицій передових освітніх реформаторів. У змаганнях бали привласнювались за те, що дозволяли статутним школам розмножуватися, за компенсацію вчителям на основі заслуг, включаючи бали тестів учнів, та за прийняття вищих освітніх стандартів. Штати стимулювали запроваджувати стандарти для коледжів та готових до кар'єри, що на практиці означало прийняття Загальної ініціативи основних державних стандартів, розробленої на двопартійних засадах Національною асоціацією губернаторів та Радою головних державних шкільних працівників. Критерії не були обов'язковими, вони були стимулом для покращення можливостей отримати грант. Більшість держав переглянули свої закони відповідно, хоча вони і зрозуміли, що навряд чи це буде, коли це буде дуже конкурентоспроможний новий грант. Гонка до вершини мала сильну двопартійну підтримку, з центристськими елементами обох сторін. Їй виступили проти лівого крила Демократичної партії, а правого крила Республіканської партії, і критикували за централізацію занадто великої влади у Вашингтоні. Скарги надходили також із сімей середнього класу, які були роздратовані зростаючим акцентом на викладанні до тесту, а не заохочували вчителів проявляти творчість та стимулювати уяву учнів.

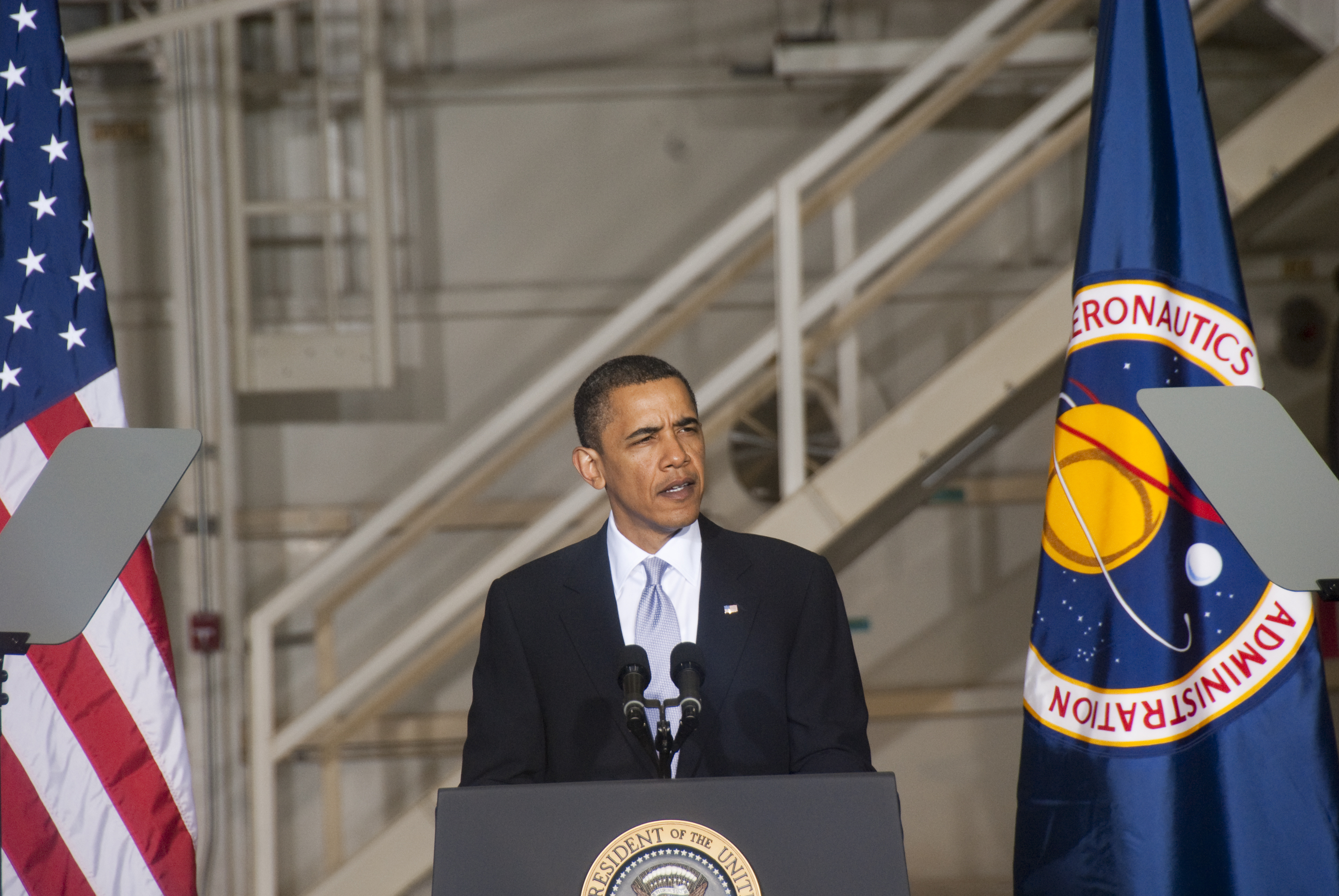
Президент Обама виступає в космічному центрі Кеннеді, 15 квітня 2010 року.

Обама також виступав за універсальні дитсадівські програми, і два вільні роки коледжу для всіх. Через свою програму «Перемістимось» та пропагуючи здорові шкільні обіди, перша леді Мішель Обама зосередила увагу на дитячому ожирінні, яке було втричі вище у 2008 році, ніж у 1974 році. У грудні 2015 року Обама підписав програму «Всі» Закон про успішність студентів — двосторонній законопроєкт, який повторно санкціонував федеральне тестування, але зменшив роль федерального уряду в освіті, особливо стосовно проблемних шкіл. Закон також припинив використання відмов міністром освіти. У середній освіті Обама підписав Закон про охорону здоров'я та освіту 2010 року, який припинив роль приватних банків у видачі студентських кредитів, що страхуються на федеральному рівні, створив новий план повернення позики на основі доходу, відомий як Виплачуйте, коли ви заробляєте, і збільшуєте кількість нагород за гранти, що надаються щороку. Він також запровадив нові норми щодо комерційних коледжів, включаючи правило про «вигідну зайнятість», яке обмежувало федеральне фінансування коледжів, які не встигли підготувати випускників до кар'єри.

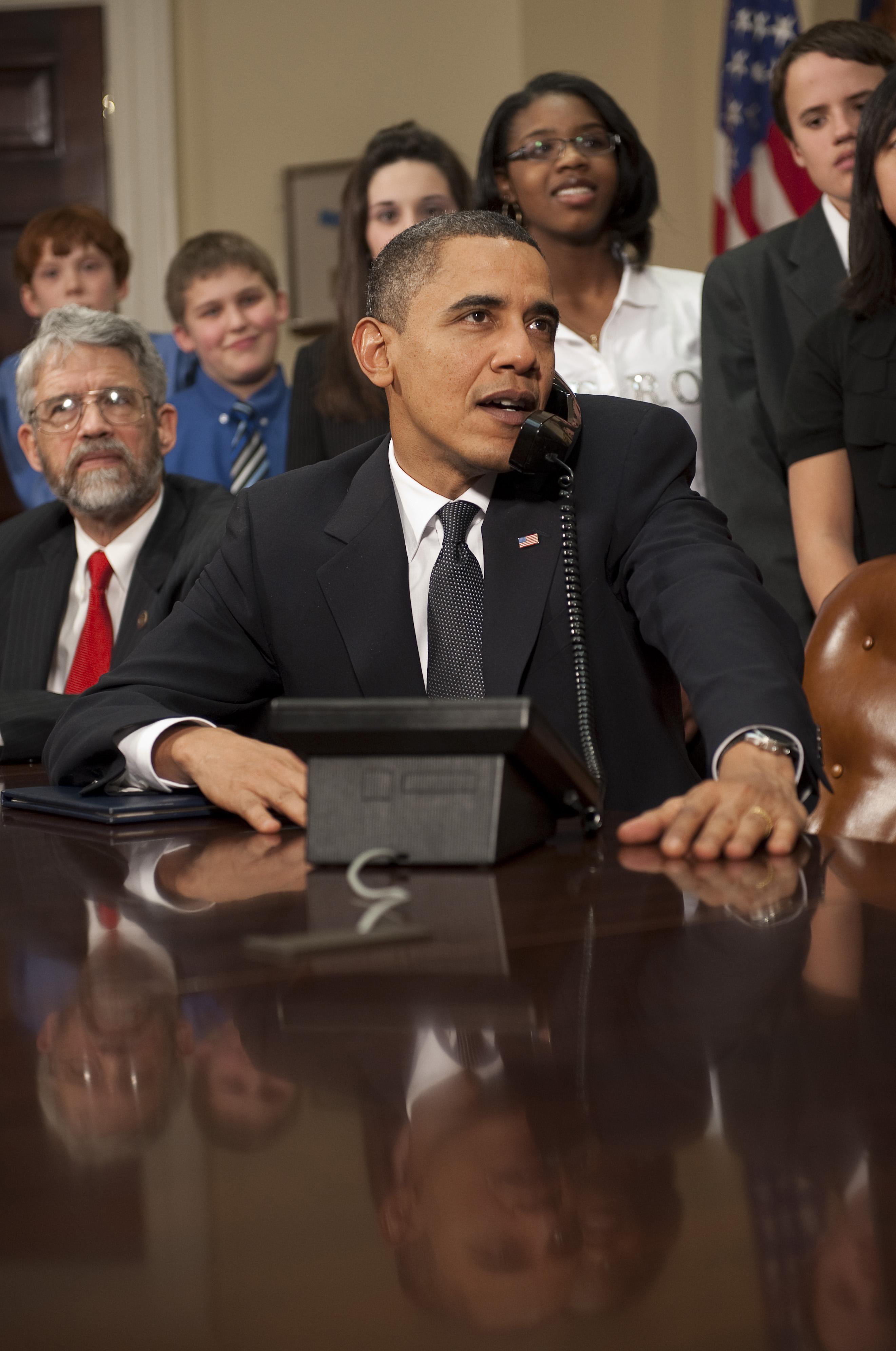
Президент Обама під час дзвінка до екіпажу на борту МКС.

### NASA
У липні 2009 року Обама призначив Чарльза Болдена, колишнього космонавта, адміністратором NASA. Того ж року Обама створив колегію Августина для перегляду програми «Сузір'я». У лютому 2010 року Обама оголосив, що скорочує програму з федерального бюджету Сполучених Штатів на 2011 рік, описуючи її як «над бюджетом, поза графіком, і не вистачає інновацій». Після того, як рішення викликало критику в США, на космічній конференції у квітні 2010 року було оприлюднено новий план «Гнучкий шлях до Марса». Він включав нові програми на технологію, збільшив витрати на НДДКР, збільшив бюджет НАСА на 2011 рік з 18,3 млрд дол. до 19 млрд дол. США, акцентував увагу на Міжнародній космічній станції та планував укласти майбутнє транспортування на орбіту Землі приватним компаніям. Під час президентства Обами, NASA розробила систему космічного старту і розробила комерційну службу розвитку екіпажу та комерційну орбітальну транспортну службу для співпраці з приватними космічними компаніями польотів. Ці приватні компанії, зокрема SpaceX , Virgin Galactic , Blue Origin, «Boeing» і «Bigelow Aerospace» стали активізуватися під час президентства Обами. Програма «Космічний човен» закінчилася в 2011 році, і НАСА покладалася на російську космічну програму для запуску своїх космонавтів на орбіту для решти адміністрації Обами. Президентство Обами також побачило запуск Місячного орбітального розвідувального орбіта і наукової лабораторії Марса. У 2016 році Обама закликав США висадити людину на Марсі до 2030-х років.

### Інші ініціативи
Обама вжив заходів для просування різних технологій та технологічної доблесті США. Кількість дорослих американців, які користуються Інтернетом, зросла з 74 % у 2008 р. до 84 % у 2013 р. і Обама підштовхнув програми для розширення широкосмугового Інтернету для зниження американців з нижчим рівнем доходу. Через опозицію багатьох республіканців Федеральна комісія зв'язку розпочала регулювання Інтернет-провайдерів як комунальних служб з метою захисту «нейтралітету мережі». Обама запустив 18F та цифрову службу Сполучених Штатів, дві організації, присвячені модернізації урядових інформаційних технологій. Пакет стимулів включав гроші для побудови швидкісних залізничних мереж, таких як запропонований Флоридський високошвидкісний коридор, але політичний опір та проблеми фінансування стримували ці зусилля. У січні 2016 року Обама оголосив про план інвестувати 4 мільярди доларів на розробку автомобілів, що рухаються самостійно, а також ініціативу Національної адміністрації безпеки дорожнього руху розробити правила щодо самостійного керування автомобілями. Того ж місяця Обама закликав до національних зусиль під керівництвом віце-президента Байдена для розробки ліків проти раку.

## Зовнішні справи
Адміністрація Обами успадкувала війну в Афганістані, війну в Іраку та глобальну «Війну з тероризмом», яку розпочав Конгрес під час перебування на посаді президента Буша після терактів 11 вересня. Після вступу на посаду Обама закликав до «нового початку» у відносинах між мусульманським світом та США, і він припинив використання терміна «війна з тероризмом» на користь терміна «заморська надзвичайна ситуація (операція)». Обама дотримувався військової стратегії «легкого сліду» на Близькому Сході, яка робила акцент на спеціальних силах, ударах безпілотників та дипломатії над великими окупантами сухопутних військ. Однак американські сили продовжували зіткнення з ісламськими бойовими організаціями, такими як «Аль-Каїда», «ІДІЛ» та «Ащ-Шабааб» згідно з умовами АУМФ, прийнятими Конгресом у 2001 році. Хоча Близький Схід залишався важливим до американської зовнішньої політики Обама проводив «стрижень» до Східної Азії. Обама також наголосив на тісніших відносинах з Індією і був першим президентом, який двічі відвідував цю країну. Адвокат для нерозповсюдження ядерної зброї, Обама успішно уклав угоди зі скорочення зброї з Іраном та Росією. У 2015 році Обама описав доктрину Обами, сказавши, «ми будемо брати участь, але зберігаємо всі наші можливості». Обама також описав себе як інтернаціоналіста, який відкинув ізоляціонізм і був під впливом реалізму та ліберального інтервенціонізму.

### Східна Азія
Хоча інші сфери світу залишалися важливими для американської зовнішньої політики, Обама проводив «стрибок» до Східної Азії, орієнтуючись на дипломатію США та торгівлю в регіоні. Постійне становлення Китаю як головної держави було головним питанням президентства Обами, в той час, як дві країни працювали разом над такими питаннями, як кліматичні зміни, відносини між Китаєм та США також зазнали напруженості щодо територіальних претензій у Південно-Китайському морі та Східно-Китайському морі. У 2016 році в США відбувся саміт з Асоціацією націй Південно-Східної Азії (ASEAN) вперше, що відображає прагнення адміністрації Обами до тісніших відносин з АСЕАН та іншими азійськими країнами. Після допомоги у відкритому оскарженні виборів у М'янмі. Обама скасував багато санкцій США проти М'янми. Обама також збільшив військові зв'язки США з В'єтнамом, Австралією та Філіппінами, збільшив допомогу Лаосу та сприяв потеплінню відносин між Південною Кореєю та Японією. Обама розробив Транс-Тихоокеанське партнерство, як ключовий економічний стовп азійського стрижня, хоча угода залишається несанкціонованою. Обама досяг невеликого прогресу у відносинах із Північною Кореєю, давнім противником Сполучених Штатів, і Північна Корея продовжувала розвивати свою програму ЗМЗ.

### Росія

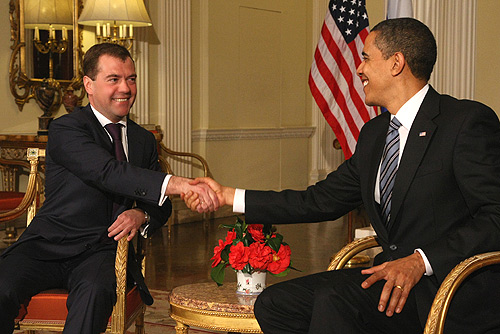
Перша зустріч Дмитра Медведєва та Барака Обами перед самітом G20 у Лондоні 1 квітня 2009 року

Вступивши на посаду, Обама закликав «перезавантажити» відносини з Росією, яка відмовилася після російсько-грузинської війни 2008 року. Поки президент Буш успішно просував розширення НАТО в колишніх державах Східного блоку, рання ера Обами бачила, що НАТО більше приділяє увагу створенню довгострокового партнерства з Росією. Обама та президент Росії Дмитро Медведєв спільно працювали над новим договором щодо зменшення та моніторингу ядерної зброї, вступу Росії до Світової організації торгівлі та протидії тероризму. 8 квітня 2010 р. Обама та Медведєв підписали новий Договір про START — основну угоду щодо контролю над ядерною зброєю, яка скоротила запаси ядерної зброї обох країн та передбачала режим моніторингу. У грудні 2010 р. Сенат ратифікував новий START у голосуванні 71–26, за договір проголосували 13 республіканців та всі демократи. У 2012 році Росія вступила до Всесвітньої організації торгівлі, і Обама нормалізував торгові відносини з Росією.
Відносини між США і Росією знизилися після того, як Володимир Путін повернувся на пост президента в 2012 році. Російське втручання в Україну і анексія Криму у відповідь на євромайдан, призвело до сильного осуду зі сторони Обами та інших західних лідерів, які наклали санкції на російських лідерів. Санкції сприяли російській фінансовій кризі. Деякі члени Конгресу обох сторін також закликали США озброїти українські сили, але Обама протистояв тісному залученню до Війни на Донбасі. У 2016 році, після кількох інцидентів кібербезпеки, адміністрація Обами офіційно звинуватила Росію в участі у кампанії з метою втрутитися у вибори 2016 року, і адміністрація ввела санкції проти деяких російських людей та організацій. У 2017 році, після того, як Обама пішов з посади, Роберт Мюллер був призначений спеціальним радником для розслідування участі Росії у виборах 2016 року, включаючи звинувачення у змові чи координації між президентською кампанією Трампа та Росією. Звіт Мюллера, опублікований в 2019 році, робить висновок, що Росія здійснила постійну кампанію в соціальних медіа та операції з кібер-хакерства для посилення кампанії Трампа. У звіті не було зроблено висновку щодо тверджень про те, що кампанія Трампа вступила в змову з Росією, але, за словами Мюллера, його розслідування не знайшло доказів, «достатніх для звинувачення будь-якого учасника кампанії Трампа у участі в злочинній змові».

### Торгові угоди

Адміністрація Обами підтримувала існуючі торгові угоди та укладала нові з Панамою, Колумбією та Південною Кореєю

Як і його попередник, Обама дотримувався угод про вільну торгівлю, частково через відсутність прогресу на переговорах у Досі щодо зниження торгових бар'єрів у всьому світі. У жовтні 2011 року США уклали угоди про вільну торгівлю з Колумбією, Панамою та Південною Кореєю. Республіканці з Конгресу переважно підтримували домовленості, в той час як Демократи Конгресу віддавали всі голоси. Спочатку три угоди були узгоджені адміністрацією Буша, але Обама відновив переговори з кожною країною та змінив деякі умови кожної угоди.
Обама просунув дві значно більші, багатосторонні угоди про вільну торгівлю: Транстихоокеанське партнерство (ТТП) з одинадцятьма країнами Тихоокеанського краю, включаючи Японію, Мексику та Канаду, та запропоноване Трансатлантичне партнерство з торгівлі та інвестицій з Європейським Союзом. Переговори про ТТП розпочалися при президенті Буші, і Обама продовжив їх як частину довгострокової стратегії, яка прагнула переорієнтуватися на швидко зростаючі економіки в Східній Азії. Основні цілі адміністрації ТТП включали:
1. Встановлення капіталізму вільного ринку як основної нормативної платформи економічної інтеграції в регіоні;
2. Гарантування стандартів прав інтелектуальної власності, особливо щодо авторського права, програмного забезпечення та технологій;
3. Підкреслити американське лідерство у формуванні правил і норм світового порядку, що формується;
4. Та блокування Китаю у створенні суперницької мережі.

Після років переговорів 12 жовтня досягли остаточної згоди щодо змісту ТТС в жовтні 2015 року, а повний текст договору був оприлюднений у листопаді 2015 року. Адміністрація Обами зазнала критики зліва через відсутність прозорості в переговорах, а також наявність корпоративних представників, які допомагали в процесі розробки. У липні 2015 року Конгрес прийняв законопроєкт про надання повноважень щодо сприяння торгівлі президентом до 2021 року. Орган з просування торгівлі вимагає від Конгресу голосувати вгору або вниз за торговельними угодами, підписаними президентом, без можливості внесення змін або переслідувань. ТТС стала головним питанням передвиборної кампанії на виборах 2016 року, і обидва головні кандидати в президенти партії виступали проти його ратифікації. Після того, як Обама пішов з посади, президент Трамп витягнув Сполучені Штати з переговорів про ТТС, а решта підписавших ТТС пізніше уклали окрему угоду про вільну торгівлю, відому як Всеосяжна та прогресивна угода щодо Транс-Тихоокеанського партнерства.

### Табір ув'язнення в Гуантанамо Бей
У 2002 році адміністрація Буша створила табір ув'язнення в затоці Гуантанамо, щоб утримувати ймовірних «ворожих учасників бойових дій» таким чином, щоб не ставився до затриманих як до звичайних військовополонених. Обама неодноразово заявляв про своє бажання закрити табір ув'язнення, стверджуючи, що позасудовий характер табору є інструментом набору терористичних організацій. У свій перший день перебування на посаді Обама доручив усім військовим прокурорам призупинити провадження, щоб адміністрація, що надходить, могла переглянути процес військової комісії. 22 січня 2009 року Обама підписав розпорядження, що обмежують слідчих до методів, перерахованих і допущених в керівництві польової армії, закінчення використання «посилених методів допиту». У березні 2009 року адміністрація оголосила, що більше не посилатиметься на в'язнів у Гуантанамо як на ворожих учасників бойових дій, але також заявила, що президент мав повноваження затримувати там підозрюваних у підозрі на тероризм без кримінальних звинувачень. Чисельність ув'язнених табору ув'язнених зменшилася з 242 у січні 2009 року до 91 у січні 2016 року, що частково пояснюється групами періодичних оглядів, створеними Обамою в 2011 році. Багато членів Конгресу рішуче виступали проти планів переведення затриманих в Гуантанамо до в'язниць у американських штатах, а адміністрація Обами неохоче відправляла потенційно небезпечних в'язнів до інших країн, особливо нестабільних країн, таких як Ємен. Хоча Обама продовжував виступати за закриття табору ув'язнення, 41 ув'язнений залишився в Гуантанамо, коли Обама пішов з посади.

### Вбивство Осама бен Ладена
Адміністрація Обами запустила успішну операцію, яка призвела до загибелі Осама бен Ладена, лідера Аль-Каїди, глобальної сунітсько ісламістської організації відповідальної за теракти 11 вересня і ряд інших терористичних атак. Починаючи з інформації, отриманої в липні 2010 року, ЦРУ визначило місце розташування Осама бен Ладена у великому складі в Абботтабаді, Пакистан, приміському районі в 35 милях (56 км) від Ісламабаду. Глава ЦРУ Леон Панетта повідомив про цю розвідку Обамі в березні 2011 року. Зустрічаючись зі своїми радниками з питань національної безпеки протягом наступних шести тижнів, Обама відхилив план бомбардування з'єднання і дозволив «хірургічний рейд», який проводить ВМС США. Операція відбулася 1 травня 2011 року, внаслідок якої загинув Бен Ладен та вилучені у складі папери, комп'ютерні накопичувачі та диски. Тіло бен Ладена було виявлено за допомогою ДНК-тестування та поховано в морі через кілька годин. Реакція на оголошення була позитивною у всіх партійних напрямках, включаючи попередників Джорджа Буша та Білла Клінтона, і з багатьох країн світу.

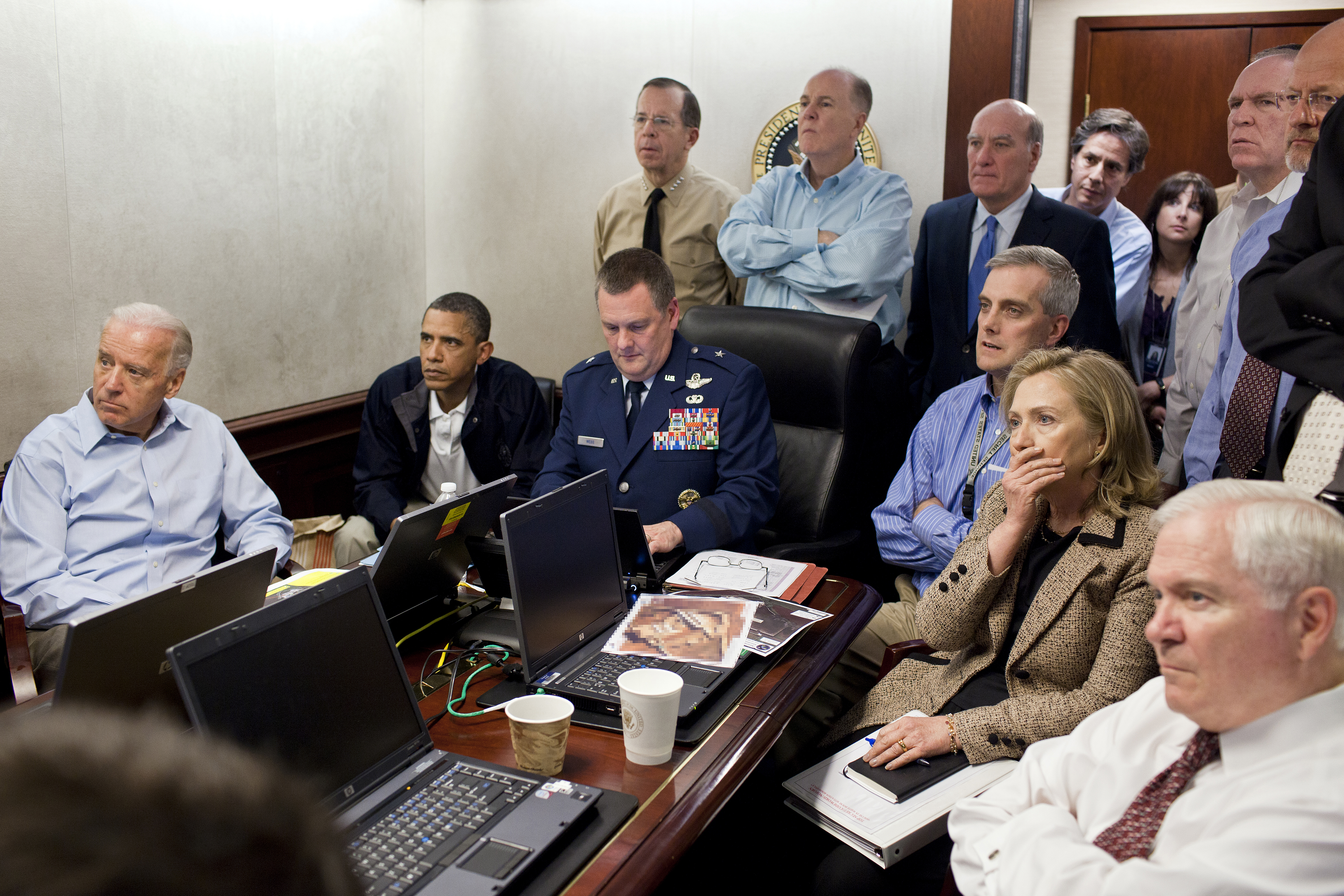
Обама, та віце-президент Байден, разом із командою національної безпеки США в Ситуативній кімнаті, стежать за ходом операції «Спис Нептуна».

### Зовнішній та внутрішній нагляд
Адміністрація Обами успадкувала від адміністрації Буша декілька урядових програм спостереження, а Обама намагався досягти балансу між захистом громадянських свобод і відстеженням терористичних загроз, але продовження багатьох програм Обами розчарувало багатьох цивільних лібертаріанців. New York Times повідомляв у 2009 році, що АНБ перехоплювало комунікації американських громадян, включаючи конгресменів, хоча Міністерство юстиції вважало, що АНБ виправило свої помилки. У 2011 році Обама підписав чотирирічне продовження деяких положень Закону про патріотизм. У червні 2013 року існував PRISM, підпільний маса електронного спостереження інтелектуальний аналіз даних програм працює в США Агентства національної безпеки (АНБ) з 2007 року, був витік по NSA підрядник Едвард Сноуден, попередив, що масштаби масового збору даних були набагато більше, ніж публіка знала. В умовах міжнародного обурення урядовці США захищали програму спостереження за PRISM, стверджуючи, що вона не може бути використана у внутрішніх цілях без ордера, що вона допомагає запобігати терористичним актам, і що вона отримала незалежний нагляд з боку федерації уряду виконавчої, судової та законодавчої гілок. У червні 2013 року Обама заявив, що практики збору даних АНБ є «описаною, вузькою системою, спрямованою на те, щоб ми могли захистити наш народ». У 2015 році Обама підписав Закон про свободу США, який розширив декілька положень Закону про патріотизм, але припинив збір масових записів телефонів НСА.

## Вибори під час президентства Обами

### Проміжні вибори 2010 року
Невпинно атакуючи Обаму, підкреслюючи економію, що застопорилася, і підживлюючи гнів руху Чайної партії, республіканці зазнали зсуву на проміжних виборах 2010 року, завоювавши контроль над Палатою та здобувши місця в Сенаті. Після виборів Джон Бейнер замінив Ненсі Пелосі на посаді спікера палати, а Пелосі стала новим лідером національних меншин Палати. Бейнер пообіцяв скасувати Obamacare і скоротити федеральні витрати.
Обама назвав вибори «принижуючими» та «шелестними», аргументуючи це тим, що поразка настала через те, що недостатньо американців відчули наслідки економічного підйому. Новоповноважені республіканці Палати швидко зіткнулися з Обамою з таких питань, як Obamacare та обмеження боргу. Перемога республіканців на виборах також дала перевагу республіканцям у перерозподілі, який відбувся після перепису в Сполучених Штатах 2010 року.

### Вибори 2012

Карта результатів президентських виборів 2012 року

4 квітня 2011 року Обама оголосив, що буде добиватися переобрання на президентських виборах 2012 року. Обама не стикався з жодними суттєвими суперниками за демократичну номінацію 2012 року. Супротивник від Республіканців, колишній губернатор штату Массачусетс Мітт Ромні, виступав за зниження податків, скорочення витрат, збільшення витрат на оборону та скасування Obamacare (що за іронією долі базувалося на плані охорони здоров'я в штаті Массачусетс, розробленому Ромні). Кампанія Обами базувалася в Чикаго та проводилася багатьма колишніми співробітниками Білого дому та членами успішної кампанії 2008 року. Обама переміг на повторних виборах з 332 (із загальної кількості 538) голосів виборців та 51,1 % голосів населення, що зробило його першим після Дуайта Ейзенхауера, який двічі виграв вибори з більше 51 % голосів. За даними екзит-полів, Обама виграв більшість голосів від жінок, темношкірих, іспаномовців, азійців, людей до 45 років, людей, які отримують менше 50 000 доларів на рік, людей, які населяють великі або середні міста, лібералів, поміркованих, неодружених, гомосексуальних та людей, які не мають коледжної освіти, певної коледжної освіти чи випускників. Крім перемоги на виборах президента, демократи також отримали місця в обох палатах Конгресу, але республіканці зберегли контроль над Палатою.

### Проміжні вибори 2014 року
Другі середньострокові вибори Обами перетворилися на чергові хвилі виборів, коли республіканці перемогли під контролем Сенату і взяли на себе декілька губернаторів. Мітч МакКоннел замінив Гаррі Рейда лідером більшості в Сенаті, тоді як Рейд став лідером сенатсьної меншини. Республіканський контроль над Сенатом дав партії повноваження блокувати виконавчих та судових висуванців Обами. Республіканські хвилі у 2010 та 2014 роках перемогли багатьох молодих кандидатів у демократи, послабивши фермерську команду кількох державних демократичних партій.

### Вибори 2016 року та перехідний період

Карта результатів президентських виборів 2016 року. Дональд Трамп переміг Гілларі Клінтон

Вибори 2016 року відбулися 8 листопада. Обама був обмежений терміном в 2016 році через 22-у поправку, хоча рейтинг схвалення Обами міг вплинути на здатність його партії виграти гонку. У червні 2016 року, коли демократичні праймеріз майже завершилися, Обама схвалив колишню державну секретарню Гілларі Клінтон як свою наступницю. Однак, за словами Глена Траша з Politico, Обама довго підтримував Клінтон як його кращого наступника, і Обама відвернув віце-президента Байдена від балотування проти Клінтон. Обама висловився на користь Клінтон на Демократичній національній конвенції 2016 року, і він продовжував проводити агітацію за Клінтон та інших демократів у місяці, що наставали до Дня виборів. Однак на загальних виборах Клінтон була переможена кандидатом від республіканців Дональдом Трампом, який під час першого терміну Обами помітно поставив під сумнів місце народження Обами. Республіканці також зберегли контроль над Палатою та Сенатом. Протягом восьми років президентства Обами Демократична партія зазнала чистої втрати 1041 управлінських місць, а також законодавчих та штатних федеральних місць. Рональд Браунштейн із Атлантики зазначив, що ці втрати були схожими на втрати президентів двох років після другої світової війни.
Трамп та Обама часто спілкувались у перехідний період, а Трамп заявив, що шукає поради Обами щодо призначення президента. Однак обраний президентом Трамп також розкритикував деякі дії Обами, включаючи відмову Обами накласти вето на резолюцію ООН, що засуджує поселення Ізраїлю. У своєму прощальному зверненні Обама висловив занепокоєння щодо розрізненого політичного середовища, економічної нерівності та расизму, але залишається оптимістичним щодо майбутнього.

## Рейтинги схвалення та інші думки
Після перехідного періоду Обама вступив на посаду з рейтингом схвалення 82 % за даними Gallup, Рейтинг схвалення Обами впав до 69 % після того, як він вступив на посаду і оголосив свої перші політичні рішення. Обама отримав підтримку 90 % демократів, 60 % незалежних та 40 % республіканців у опитуваннях січня 2009 року. До грудня 2009 року рейтинг схвалення Обами впав до 51 %, Обама отримав схвалення приблизно від 85 % демократів, 45 % незалежних і лише 18 % республіканців. У липні 2010 року, після проходження Додда-Френка та Обамакер, рейтинг схвалення Обами склав 45 %, 47 % не схвалюючи. Рейтинг схвалення Обами залишатиметься стабільним до виборів 2010 року коли республіканці здобули основні успіхи в обох палатах Конгресу та взяли під контроль Палату. Рейтинги схвалення Обами піднялися на 50 % у січні 2011 року, але в серпні 2011 року впали до 40 % після кризи, що відбулася у поточному боргу 2011 року. Рейтинги схвалення Обами повільно зростали протягом 2012 року, і вони піднялися вище 50 % незадовго до виборів 2012 року, в яких Обама переміг Мітта Ромні. Після його переобрання рейтинг схвалення Обами досяг 57 %, але це число впало в низькі 40 % після відставки федерального уряду в жовтні 2013 року. Рейтинги схвалення Обами залишалися в середині-до низьких 40 % до виборів 2014 року, коли республіканці здобули перемогу в обох палатах Конгресу та взяли під контроль Сенат. У 2015 році рейтинги схвалення Обами піднялися з середини до високих 40 %, його рейтинги схвалення та несхвалення приблизно збігаються один з одним. Його рейтинги схвалення піднялися до 50 % під час президентської кампанії 2016 року, а Обама зареєстрував 57 % рейтингу схвалення в листопаді 2016 року. У опитуванні Gallup, проведеному в останній тиждень свого президентства, Обама зареєстрував 95 % схвалення рейтингу у демократів, 61 % затвердження незалежних та 14 % рейтинг схвалення республіканців.
Вибори Обами також викликали реакцію на його расу, батьківщину та релігію. Будучи президентом, Обама зіткнувся з численними насмішками та расовими намірами, хоча більшість явних расистських коментарів обмежувалися невеликою облямівкою. Дональд Трамп вважав, що Обама народився в Кенії; опитування CNN у квітні 2011 року, проведене незадовго до того, як Обама показав свідоцтво про народження довгострокової форми, виявило, що 40 % республіканців вважають, що Обама народився в Кенії. Багато хто з цих «прихильників» стверджував, що оскільки Обама (нібито) не є громадянином від народження, він не мав права обіймати посаду президента в рамках вимоги Конституції. Незважаючи на те, що Обама показав своє свідоцтво про народження, яке підтверджує, що Обама народився на Гаваях, опитування CNN 2015 року показало, що 20 % американців вважають, що Обама народився за межами країни. Багато хто також стверджував, що Обама практикує іслам, і опитування CNN 2015 року виявило, що 29 % американців і 43 % республіканців вважають Обаму мусульманином. Ще до свого обрання президентом Обама пояснив, що він був давнім членом церкви, об'єднаної в Об'єднану церкву Христа, основну протестантську конфесію.
У опитуванні в січні 2010 р. науково-дослідним інститутом Сієни в Сієнському коледжі в Лудонвіллі, Нью-Йорк — за один рік до президентства Обами — 238 професорів з історії США та політології США поставили Обаму 15-м із 43 президентів США. У опитуванні у вересні 2010 р. Центром президентства Сполучених Штатів Інституту вивчення Америки при Лондонській школі підвищення кваліфікації. Один рік і вісім місяців президентства Обами — 47 неназваних респондентів, які були академіками Великої Британії з питань історії та політики Великої Британії, займали 40 з 42 президентів США з 1789 по 2009 рік, не включаючи Обаму, якби Обама був включений, він би посів 8 місце, після Гаррі С. Трумена, але випереджаючи Рональда Рейгана та всіх інших президентів США після Другої світової війни. У опитуванні журналу Newsweek у червні 2012 року — три роки та п'ять місяців президентства Обами — десять вибраних американських істориків та біографів оцінили Обаму 10-м із 20 президентів США з 1900 року. В опитуванні в квітні 2013 року мережі History News Network (HNN) на вебсайті в Сіетлі — чотири роки і три місяці президентства Обами — 203 науковці з 69 провідних коледжів і університетів США дали Обамі B-бал за шкалою A-F. Опитування Брукінгської інституції в лютому 2015 року членів Американської асоціації політичних наук поставило Обаму на 18 місце з 43 президентів. Крім того, опитування Gallup 2011 року показало, що 5 % американців вважають Обаму як найкращого президента країни.
Коли Обама пішов з посади, історики висловлювали різні думки щодо його ефективності як президента, багато хто зазначав, що наступні події визначатимуть його остаточну спадщину. Існувала загальна угода, що Обаму надовго запам'ятають як першого афро-американського президента. Багато хто відзначав, що Обама головував у піднесенні економіки та прийняв головне внутрішнє законодавство, але не зміг подолати партизанський розкол і залишив посаду зі своєю партією в ослабленому стані.
| Дата             | Затвердили | Відхилили |
| ---------------- | ---------- | --------- |
| Січень 2009 р    | 67         | 13        |
| Липень 2009 року | 58         | 34        |
| Січень 2010 року | 51         | 43        |
| Липень 2010 року | 46         | 47        |
| Січень 2011 р    | 48         | 45        |
| Липень 2011 року | 46         | 45        |
| Січень 2012 року | 46         | 47        |
| Липень 2012 року | 45         | 46        |
| Січень 2013 року | 53         | 40        |
| Липень 2013 року | 46         | 46        |
| Січень 2014 року | 41         | 53        |
| Липень 2014 року | 42         | 53        |
| Січень 2015 року | 46         | 48        |
| Липень 2015 року | 46         | 49        |
| Січень 2016 року | 47         | 49        |
| Липень 2016 року | 51         | 45        |
| Січень 2017 року | 55         | 42        |